# Ejido la Gavia
Ejido la Gavia, även San José la Gavia, är en ort och ejido i Mexiko, tillhörande kommunen Almoloya de Juárez i den västra delen av delstaten Mexiko, i den centrala delen av landet. Orten hade 2 157 invånare vid folkräkningen 2010.